# Alonso Silveira de Melo
Dom Alonso Silveira de Melo, SJ (Cruz Alta, 21 de janeiro de 1901 — Diamantino, 2 de outubro de 1987) foi um bispo católico e jesuíta brasileiro. Foi o primeiro bispo jesuíta do Brasil e o primeiro da Diocese de Diamantino.

## Biografia
Nasceu em Cruz Alta, no Rio Grande do Sul, o décimo sétimo dos 21 filhos de Rosalina Silveira (Loureiro) de Melo e de João de Deus de Oliveira Melo, que foi intendente e depois prefeito daquele município. Entre seus irmãos, destacam-se Raul Silveira de Melo, general do Exército Brasileiro, e Sezefredo Silveira de Melo, agrônomo, advogado e professor universitário.
Entrou na Companhia de Jesus em 1 de março de 1920, fazendo o noviciado em Pareci Novo, o juniorado em São Leopoldo, filosofia em Nova Friburgo, no Rio de Janeiro, o magistério em Florianópolis e, finalmente, teologia no Seminário Central de São Leopoldo. Foi ordenado sacerdote na Catedral de Porto Alegre pelo arcebispo Dom João Batista Becker.
Em 1936, foi enviado para a missão dos jesuítas em Mato Grosso, onde aplicou seus esforços na conversão da população indígena.
Em 12 de novembro de 1949, o Papa Pio XII nomeou-o administrador apostólico da então Prelazia de Diamantino. Em 13 de junho de 1955, foi elevado a prelado e preconizado bispo titular de Nasai. Sua sagração episcopal ocorreu em Porto Alegre, em 21 de agosto seguinte, coordenada pelo então arcebispo Dom Alfredo Vicente Scherer, com auxílio de Dom Luís Vítor Sartori, bispo de Montes Claros, e Dom Benedito Zorzi, da Diocese de Caxias do Sul. Foram paraninfos o advogado Dr. Rui Cirne Lima, professor da Universidade Federal do Rio Grande do Sul, e o brigadeiro Eduardo Gomes, então ministro da Aeronáutica, o qual fora representado pelo padre José Blásio Becker, comandante da Quinta Zona Aérea. Scherer e Sartore foram condiscípulos de Melo quando estudante no Seminário de São Leopoldo.
Participou do Concílio Vaticano II, entre 1962 e 1965.
Melo esteve à frente da Prelazia de Diamantino durante dezesseis anos, até que, em 29 de novembro de 1971, o Papa Paulo VI acolheu seu pedido de renúncia.
Faleceu em Diamantino, aos 86 anos de idade.